# Rubis du Prince Noir
Le rubis du Prince noir (en réalité un spinelle) est une gemme appartenant aux joyaux de la Couronne britannique depuis son acquisition par Édouard de Woodstock (plus connu sous le surnom de Prince Noir) et actuellement visible sur le devant de couronne impériale d'apparat.

## Histoire
Il est probable que la pierre vienne de Kuh-i-Lal, appartenant à la région des mines de Badakhchan (Afghanistan), justifiant son nom désuet de rubis balais (déformation de Badakhsan en Balakhsh puis Balas et enfin balais).
La première mention historique remonte à 1362 quand Pierre Ier de Castille s'empare de la pierre après avoir tué Abu Saïd, un prince maure, bref émir nasride de Grenade,.
En 1366, Pierre Ier de Castille (dit Pierre le Cruel) doit s'enfuir d'Espagne, chassé par son demi-frère Henri II avec l'aide des troupes françaises de Bertrand Du Guesclin et des Grandes compagnies. Pierre Ier se réfugie d'abord en Galice puis embarque pour Bayonne en Guyenne, sous protection anglaise. Le 23 septembre 1366, il signe le traité de Libourne avec Édouard de Woodstock — le Prince Noir — et Charles le Mauvais, roi de Navarre. Ce traité stipule que le Prince Noir et le roi de Navarre doivent apporter une aide militaire et financière à Pierre le Cruel pour la reconquête de son trône et recevoir des territoires en contrepartie ainsi que 550 000 florins d'or.
En février 1367, l'armée anglaise est à Pampelune et arrive en avril à Nájera où elle bat l'armée d'Henri II. Mais Pierre le Cruel a plus promis qu'il ne peut tenir, et l'énorme « rubis » gros comme un œuf, est le seul gage qu'il peut offrir au Prince Noir. C'est ainsi que la pierre entre dans les joyaux de la monarchie britannique.
Les spinelles étaient alors confondus avec les rubis, et c'est sous la dénomination de rubis du Prince Noir que la pierre sera désormais connue.
La pierre est ensuite vue à Azincourt le 25 octobre 1415 où le matin de la fameuse bataille, Henri V apparaît vêtu d'une armure dorée. Sur son casque, il porte une couronne garnie de perles et de pierres précieuses, dont le rubis du Prince Noir. Au cours de la bataille, le roi d'Angleterre est violemment frappé sur son casque et échappe de peu à la mort mais un petit fragment du spinelle est cassé et perdu sur le champ de bataille. Un peu plus tard, un prisonnier français du nom de Gaucourt informe le roi qu'il sait où retrouver le fragment et souhaite échanger l'information contre sa libération. On envoie le Français sur place, il retrouve le fragment, mais on « oublie » ensuite de le libérer ,!
C'est ensuite Richard III qui l'aurait arboré sur sa couronne au cours de la bataille de Bosworth le 22 août 1485.
Plus tard, la pierre est montée sur la couronne royale de Jacques 1er. Il est possible qu'elle ait ensuite été vendue avec les autres joyaux de la couronne par Oliver Cromwell, ou qu'elle ait pu échapper à cette dispersion des bijoux royaux. Quoi qu'il en soit, en 1660, le spinelle est acheté par un inconnu, qui le revend à Charles II après la restauration des Stuart. La pierre se retrouve à nouveau sur la couronne des rois britanniques.
La pierre suit désormais le destin des autres joyaux de la Couronne britannique ; en particulier, elle échappe de peu à la spectaculaire tentative de vol des joyaux par le colonel Blood en 1671 et à l'incendie de la tour de Londres de 1841.
Le spinelle occupe le devant de la couronne impériale d'apparat, fabriquée pour le couronnement de George VI en 1937 par le joaillier de la Couronne Garrard & Co. C'est la réplique exacte de la couronne impériale créée pour la reine Victoria en 1838, mais avec une monture plus légère et plus confortable. Elle a été à peine retouchée pour le couronnement d'Élisabeth II en réduisant la hauteur totale de 2,5 cm.

## Caractéristiques
Le spinelle n'est pas taillé, il présente une forme d’octaèdre irrégulier aux bords arrondis de 5 cm de long, avec une couleur rouge vif spectaculaire. La pierre entière possède un trou de forage dans un coin, révélant qu'elle a été utilisée comme perle à un moment donné. Un petit rubis véritable sert maintenant à boucher l'ouverture du trou de forage.
Le poids exact n'est pas connu avec précision mais estimé à 170 carats.
Le rubis du Prince Noir n'est pas le plus gros spinelle du monde. On peut citer celui ornant la couronne impériale russe (414,3 carats) ou encore le Rubis Timur de 352,5 carats.